# Palmetto Point (St. Kitts)
Palmetto Point ist ein Ort auf der Insel St. Kitts in St. Kitts und Nevis. Er liegt im Parish Trinity Palmetto Point.

## Geographie
Palmetto Point liegt an der Südküste von St. Kitts, in der Nähe von Boyd’s, aber weiter im Landesinneren. Dort befindet sich die Verwaltung des Trinity Palmetto Point Parish.